# Cyclolabus albicinctus
Cyclolabus albicinctus là một loài tò vò trong họ Ichneumonidae.